# Осиповичи (Брестская область)
Осиповичи (бел. Асіпавічы) — деревня в Дрогичинском районе Брестской области Беларуси. Входит в состав Антопольского сельсовета.
Деревня расположена в 31 км юго-западнее Дрогичина, в 136 км от Бреста и в 15 км от железнодорожной станции Городец (на линии Брест — Гомель).
Площадь 1,3 км²

## История
По данным Центрального статистического комитета за 1880—1886 годы значится: «Осиповичи, деревня бывшая государственная, дворов 44, жителей 559, питейный дом»
По данным за 1905 год деревня Осиповичи относилась к Антопольской волости Кобринского уезда и в ней насчитывалось 926 жителей.
В 1920 году Кобринский уезд был занят Польскими войсками и отошёл к Польше.
Со 2 ноября 1939 года до начала Великой Отечественной войны Осиповичи были в составе Белорусской ССР. С 1941 года деревня находилась под немецкой оккупацией. В 1944 году при освобождении Беларуси — вновь в составе Белорусской ССР.
С 1940 года до войны и с 1944 по 1954 год Осиповичи были центром Осиповичского сельсовета. С 16 июля 1954 по 17 сентября 2013 года Осиповичи были в составе Головчицкого сельсовета.

## Историко-культурное наследие
По данным отдела идеологической работы, культуры и по делам молодежи Дрогичинского райисполкома в деревне Осиповичи находятся:
- Братская могила погибших в годы Великой Отечественной войны
- Памятник землякам, погибшим во время Великой Отечественной войны

## Население
| 1995 | 2009 | 2019 | 2021 |
| ---- | ---- | ---- | ---- |
| 509  | ➘363 | ➘295 | ➘176 |

## Инфраструктура
Действует колхоз, магазины, амбулатория, детский сад, средняя школа, почтовое отделение, банк.